# Никонорово
Никонорово (рос. Никонорово) — хутір у Одинцовському районі Московської області Російської Федерації

## Розташування
Хутір Никонорово входить до складу міського поселення Одинцово, він розташований поруч із Мінським шосе. Найближчі населені пункти, Лохіно, Мамоново.

## Населення
Станом на 2010 рік у селі проживало 29 людей